# Schizotrema resima
Schizotrema resima is een zeekommasoort uit de familie van de Nannastacidae. De wetenschappelijke naam van de soort is voor het eerst geldig gepubliceerd in 1949 door Hale.